# エミリー・ツットシ
エミリー・ツットシ（Emily Tuttosi、1995年9月21日 - ）は、カナダの女子ラグビー選手。

## プロフィール
- カナダ・ソーリス出身[1]。
- ポジションはフッカー(HO)。
- 身長 174cm、体重 86kg
- 女子カナダ代表キャップは10（2022年12月現在）。

## 略歴
2022年、ラグビーワールドカップ2021のカナダ代表に選ばれた。

## 受賞歴
- ワールドラグビー女子15人制ドリームチーム:2022年[3]